# Great Internet Mersenne Prime Search

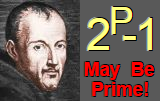
Logo de GIMPS

O Great Internet Mersenne Prime Search (GIMPS) é um grupo de busca de números primos de Mersenne.
Este grupo de pesquisa busca grandes números primos, utilizando para isso a fórmula matemática de Mersenne.
O Gimps utiliza um software instalado em microcomputadores onde através de uma computação em cluster (Sistema de processamento distribuído) divide o processo entre todos os computadores que tenham o software instalado. Os usuários utilizam ou Prime95 ou MPrime. Mersenne investigou um tipo particular de número: {\displaystyle 2^{p}-1} em que P é um número primo.

## Maiores Números Primos de Mersenne
Em 21 de outubro de 2024, foi divulgado o maior número primo já calculado. Tem 41 024 320 dígitos.
É o número 2136,279,841 − 1.
Essa descoberta foi feita como parte do Great Internet Mersenne Prime Search (GIMPS), um projeto internacional que computação compartilhada desenhado para encontrar números primos de Mersene.

### Rankingdos Maiores Números Primos de Mersenne
Todos os primos de Mersenne são da forma Mq, onde q é o expoente (primo). O próprio número primo é 2q − 1, de modo que o menor número primo nesta tabela é 21398269 − 1.
Mn é a ordem do número primo de Mersenne baseado neste expoente.
| Nome Mn | Data de descoberta      | Primo Mq   | Número de algarismos | Processador                              |
| ------- | ----------------------- | ---------- | -------------------- | ---------------------------------------- |
| M35     | 13 de novembro de 1996  | M1398269   | 420 921              | Pentium (90 MHz)                         |
| M36     | 24 de agosto de 1997    | M2976221   | 895 932              | Pentium (100 MHz)                        |
| M37     | 27 de janeiro de 1998   | M3021377   | 909 526              | Pentium (200 MHz)                        |
| M38     | 1 de junho de 1999      | M6972593   | 2 098 960            | Pentium (350 MHz)                        |
| M39     | 14 de novembro de 2001  | M13466917  | 4 053 946            | AMD T-Bird (800 MHz)                     |
| M40     | 17 de novembro de 2003  | M20996011  | 6 320 430            | Pentium (2 GHz)                          |
| M41     | 15 de maio de 2004      | M24036583  | 7 235 733            | Pentium 4 (2.4 GHz)                      |
| M42     | 18 de fevereiro de 2005 | M25964951  | 7 816 230            | Pentium 4 (2.4 GHz)                      |
| M43     | 15 de dezembro de 2005  | M30402457  | 9 152 052            | Pentium 4 (2 GHz overclocked para 3 GHz) |
| M44     | 4 de setembro 2006      | M32582657  | 9 808 358            | Pentium 4 (3 GHz)                        |
| M45     | 6 de setembro de 2008   | M37156667  | 11 185 272           | Intel Core 2 Duo (2.83 GHz)              |
| M46     | 12 de abril de 2009     | M42643801  | 12 837 064           | Intel Core 2 Duo (3 GHz)                 |
| M47     | 23 de agosto de 2008    | M43112609  | 12 978 189           | Intel Core 2 Duo E6600 CPU (2.4 GHz)     |
| M48     | 25 de janeiro de 2013   | M57885161  | 17 425 170           | Intel Core 2 Duo E8400 @ 3.00GHz         |
| M49 [*] | 7 de janeiro de 2016    | M74207281  | 22 338 618           | Intel Core i7-4790                       |
| M50 [*] | 3 de janeiro de 2018    | M77232917  | 23 249 425           | Intel Core i5-6600 Quad-Core             |
| M51 [*] | 21 de dezembro de 2018  | M82589933  | 24 862 048           | Intel Core i5-4590T                      |
| M52     | 21 de outubro de 2024   | M136279841 | 41 024 320           | Nvidia A100                              |